# Ernst Vegelin van Claerbergen
Jhr. dr. Frederik Ernst Vegelin van Claerbergen (Arnhem, 10 september 1969) is een Nederlands museumdirecteur.

## Biografie
Vegelin is lid van de familie Vegelin van Claerbergen en een zoon van ambassadeur jhr. mr. Maximilien Vegelin van Claerbergen (1927-2011) en Eudia Beatrix Pierson (1941). Hij trouwde in 2003 met Miori Kato, met wie hij een kind heeft.
Vegelin studeerde aan Trinity College waar hij een BA behaalde. Daarna behaalde hij een MA en een PhD aan The Courtauld Institute of Art, de PhD in 1999. Hij is gespecialiseerd in laat-16e-eeuwse religieuze kunst. Hij is hoofd van het museum The Courtauld Gallery, gevestigd in Somerset House in Londen.

## Bibliografische bijdragen
- The portrait of Sir John Luttrell. A Tudor mystery. London, 1999.
- David Teniers and the Theatre of painting. London, 2006.
- Renoir at the theatre. Looking at La Loge. London, 2008.